# Вітор Панейра
Вітор Панейра (порт. Vítor Paneira, нар. 16 лютого 1966, Віла-Нова-де-Фамаліко) — португальський футболіст, півзахисник.

## Клубна кар'єра
Народився 16 лютого 1966 року в місті Віла-Нова-де-Фамаліко. Вихованець футбольної школи клубу «Фамалікан».
У дорослому футболі дебютував у 1986 році виступами за команду клубу «Візела», в якій провів два сезони.
Своєю грою за цю команду привернув увагу представників тренерського штабу клубу «Бенфіка», до складу якого приєднався 1988 року. Відіграв за лісабонський клуб наступні сім сезонів своєї ігрової кар'єри. Більшість часу, проведеного у складі «Бенфіки», був гравцем основного складу команди.
У 1995 році уклав контракт з клубом «Віторія» (Гімарайнш), у складі якого провів наступні чотири роки своєї кар'єри гравця. Граючи у складі «Віторії» також здебільшого виходив на поле в основному складі команди.
Завершив професійну ігрову кар'єру у клубі «Академіка», за команду якого виступав протягом 1999—2001 років.

## Виступи за збірну
У 1988 році дебютував в офіційних матчах у складі національної збірної Португалії. Протягом кар'єри у національній команді, яка тривала 9 років, провів у формі головної команди країни 44 матчі, забивши 4 голи.
У складі збірної був учасником чемпіонату Європи 1996 року в Англії.

## Титули і досягнення
- Чемпіон Португалії (3):

«Бенфіка»: 1988-89, 1990-91, 1993-94
- Володар Кубка Португалії (1):

«Бенфіка»: 1992-93
- Володар Суперкубка Португалії (1):

«Бенфіка»: 1989